# Веселина (радио)
Вижте пояснителната страница за други значения на Веселина.
„Веселина“ е българска радиостанция, основана в Пловдив на 15 декември 1992 г. от Веселина Каналева. Излъчва попфолк и денс музика. Постепенно увеличава покритието си в Южна България и София. Радио Веселина е една от първите радиостанции, които бележат началото на частното радиоразпръскване в страната. От 2007 г. е закупено от европейската медийна група „SBS Broadcasting Group“, по-късно придобита от „ProSiebenSat.1 Media“, която в България притежава още Радио Витоша, Радио Атлантик, Радио и телевизия The Voice. Радиото стартира през 2003 г. и телевизионен канал – Веселина ТВ, но той е закрит и преобразуван в The Voice TV през 2006 г. От 2011 г. е закупено от фирма „Best Success Services Media“. През 2020 г. радио „Веселина“ става част от „Нова Броудкастинг Груп“.

## Честоти
- Балчик: 87.70 MHz
- Благоевград: 89.40 MHz
- Бургас: 94.80 MHz
- Варна: 106.30 MHz
- Велико Търново: 88.10 MHz
- Видин: 103.20 MHz
- Враца: 91.80 MHz
- Златоград: 97.1 MHz
- Кърджали: 97.1 MHz
- Кюстендил: 90.20 MHz
- Момчилград: 97.1 MHz
- Неделино: 97.1 MHz
- Пазарджик: 106.50 MHz
- Пампорово: 94.30 MHz
- Петрич: 105.2MHz
- Плевен: 91.20 MHz
- Пловдив: 106.50 MHz
- Рудозем: 94.30 MHz
- Русе: 93.10 MHz
- Смолян: 94.30 MHz
- София: 99.10 MHz
- Силистра: 103.80 MHz
- Сандански: 105.2MHz
- Стара Загора: 95.80 MHz
- Троян: 99.00 MHz
- Тутракан: 93.10 MHz
- Търговище: 90.40 MHz
- Хасково: 91.40 MHz
- Шумен: 98.90 MHz
- Ябланица: 90.60 MHz
- Ямбол: 91.20 MHz